# Batalla de Rossbrunn
La batalla de Rossbrunn fue la última batalla de la Campaña del Meno en la guerra austro-prusiana. Se libró el 26 de julio de 1866 en las cercanías de Rossbrunn, Uettingen y Hettstadt.

## Antecedentes
El Príncipe Carlos de Baviera, Comandante en Jefe del Ejército Occidental Alemán de la Confederación Germánica, planeó una ofensiva de los VII y VIII Cuerpos Federales contra el Ejército prusiano a las órdenes de Edwin von Manteuffel el 16 de julio de 1866; sin embargo, el VIII Cuerpo no estaba preparado para luchar y se retiró hacia Wurzburgo. El Príncipe Carlos quiso mantener por lo menos la meseta cerca de Hettstadt, y por lo tanto Wurzburgo, para no debilitar la posición de Baviera en las próximas negociaciones de paz.

## La batalla

### Combate en Uettingen y Rossbrunn
La 2ª brigada de infantería de la División prusiana de Flies, a las órdenes del Mayor General Ludwig von Korth, ocupó Uettingen con dos batallones a última hora del 25 de julio y se dirigió a sus cuarteles nocturnos al oeste de la villa con la mayoría de batallones.
La 2ª División bávara, al mando del Mayor General Maximilian von Feder, y la 4ª División bávara, bajo el comando del Mayor General Jakob von Hartmann, se establecieron cerca de Rossbrunn. El resto del Ejército bávaro estaba concentrado detrás de ellos entre Hettstadt y Waldbrunn.
A las 4 de la mañana, unidades del 5º Regimiento de Infantería bávaro atacaron a los prusianos en Uettingen.
El Mayor General von Korth mandó asaltar Kirchberg en el flanco izquierdo por el 4ª Regimiento de Infantería No. 59 de Posensche para combatir a unidades de los 5º y 13º Regimientos de Infantería bávaros, así como al 8º Batallón de Cazadores que defendían Kirchberg, pero no pudo retenerlo y tuvo que retirarse a Hessnert con considerables pérdidas.
El Regimiento de Fusileros de Magdeburgo No. 36, a las órdenes del Coronel Hugo von Thile, asaltó el Osnert en el flanco derecho, con numerosas bajas (inclusive dos comandantes de batallón). Unidades de los Regimientos de Infantería bávaros 7º y 10º intentaron en vano mantener la montaña.
Los prusianos lograron conquistar las alturas (Kirchberg, Osnert, Heiligenberg) cerca de Uettingen, que dominaban la ciudad y la carretera hacia Wurzburgo, después de que los bávaros hubieran despejado el Heiligenberg.
En el centro tuvo lugar un duelo artillero, aunque los prusianos solo pudieron hacer progresos después de apoderarse de las dos montañas de los flancos. A las 10 en punto,  los bávaros evacuaron Rosbrunn y tomaron una nueva posición en la meseta de Hettstadt.

## Combates de caballería en el Hettstädter Höfe
La caballería prusiana al mando del Coronel Thassilo von Nidda exploró el terreno con una pequeña unidad, entrando en combate con la caballería bávara. Al perseguir a los bávaros, la unidad recibió el fuego de la infantería bávara y sufrió considerables pérdidas. El Coronel Nidda hizo un nuevo ataque con su entera brigada de ocho escuadrones y al principio hizo retroceder a la caballería bávara. Acto seguido, los bávaros lanzaron cuatro regimientos de caballería (tres regimientos de coraceros y uno de ulanos) en el combate y pusieron a los prusianos en fuga. El último combate terminó con victoria para Baviera.

## Legado
Varios memoriales por los soldados caídos de los regimientos prusianos y de la 4ª División bávara fueron erigidos en el cementerio de Uettingen

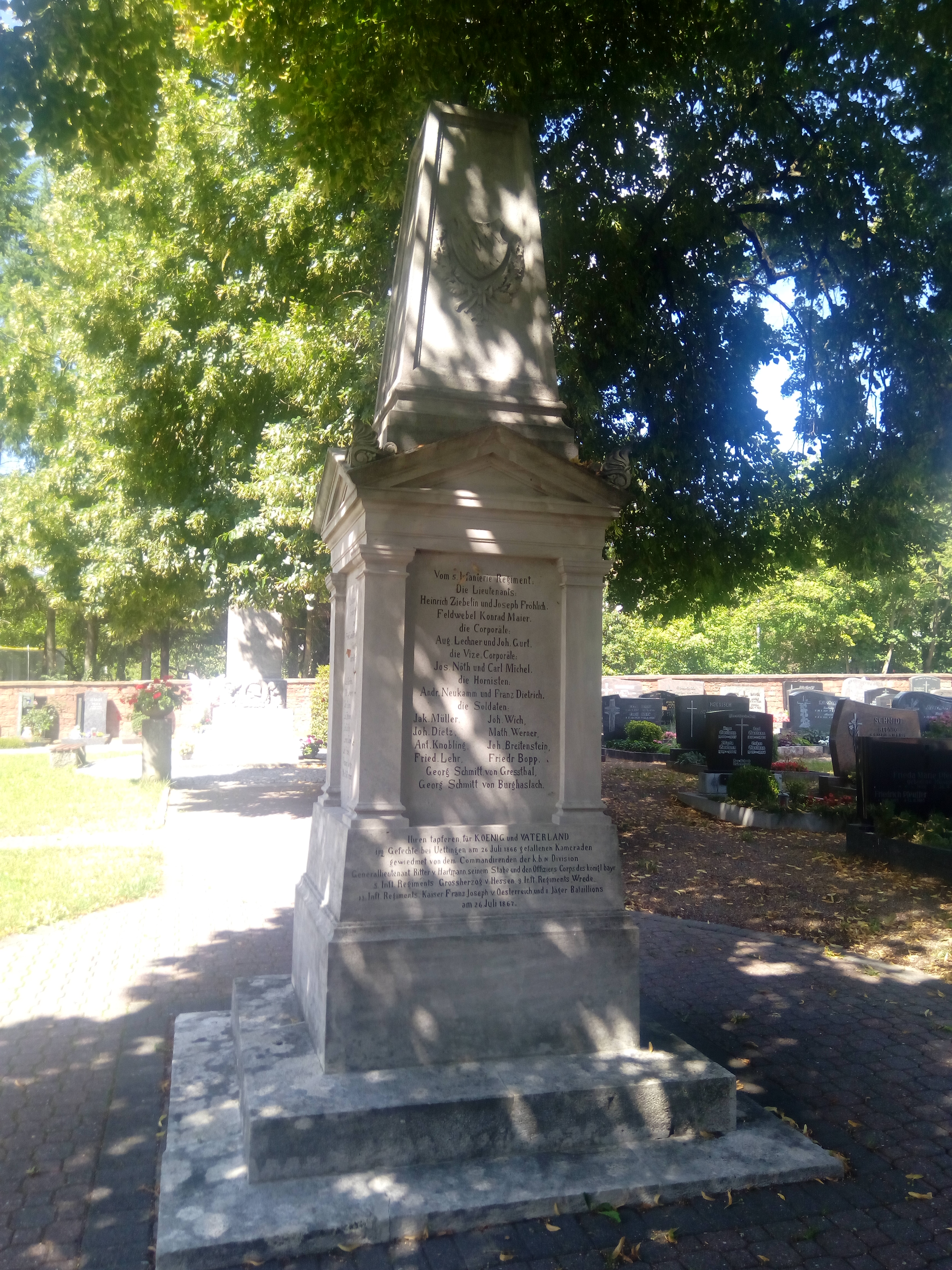
Memorial por los caídos del 5º Regimiento de Infantería Real Bávaro y 8º Batallón de Cazadores Real Bávaro
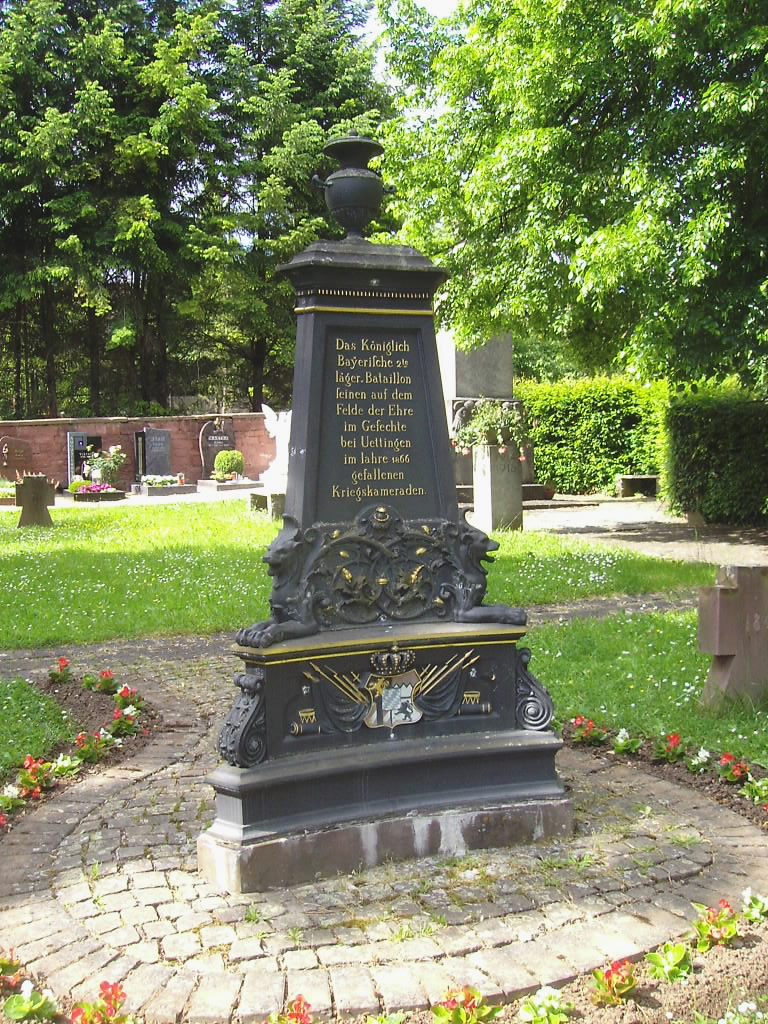
Memorial por los soldados caídos del 2º Batallón de Cazadores bávaro en el cementerio de Uettingen
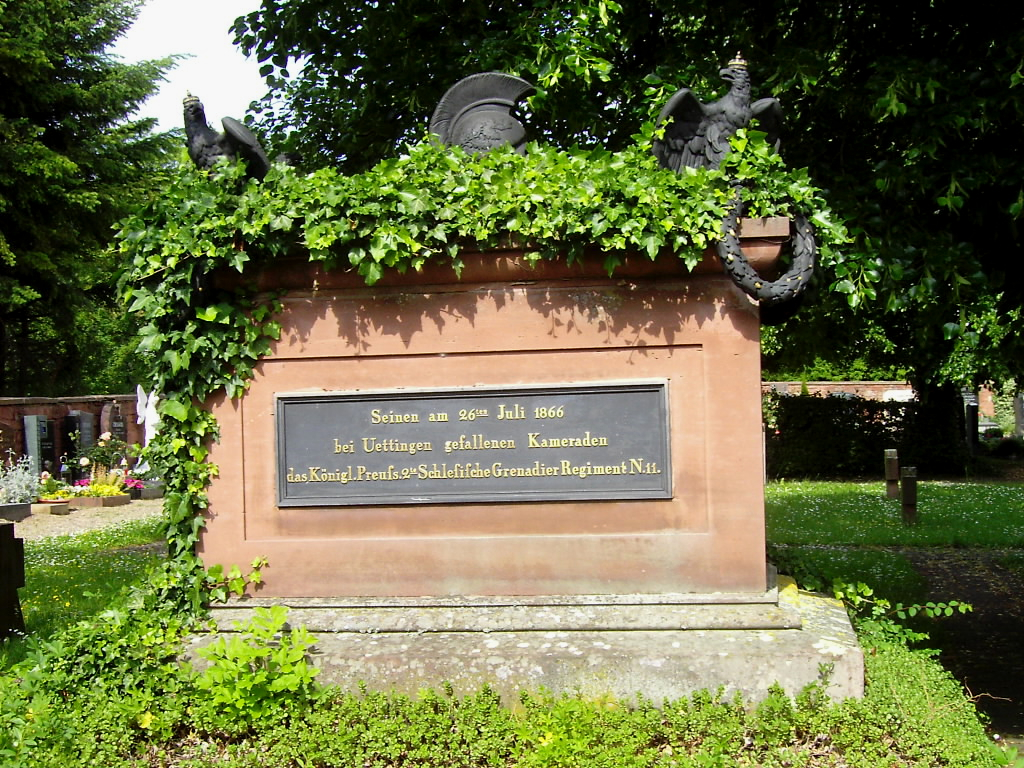
Memorial por los soldados caídos del Regimiento de Granaderos No. 11 prusiano (2º Silesio) en Uettingen
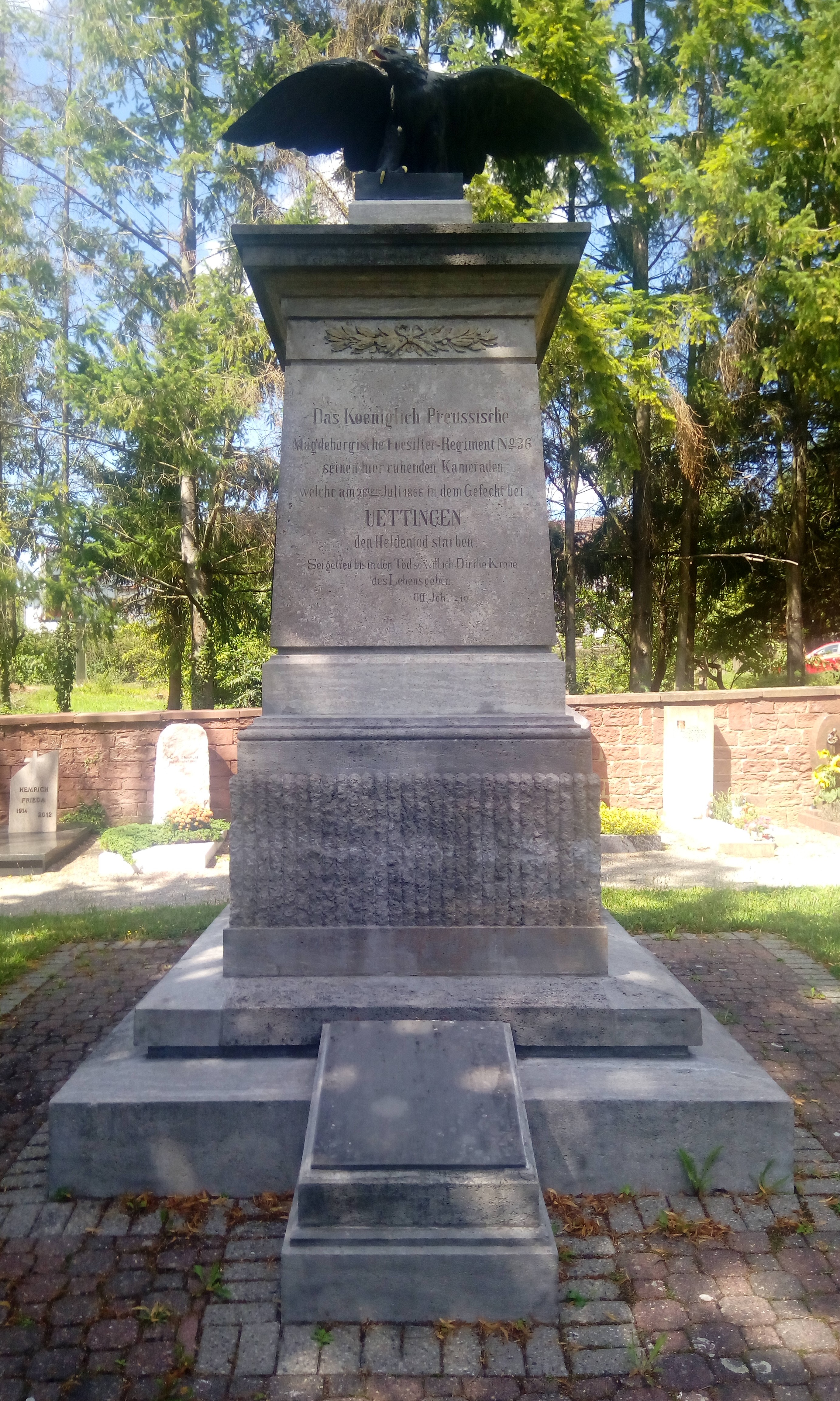
Memorial por los soldados caídos del Regimiento de Fusileros de Magdeburgo No. 36 en el cementerio de Uettingen
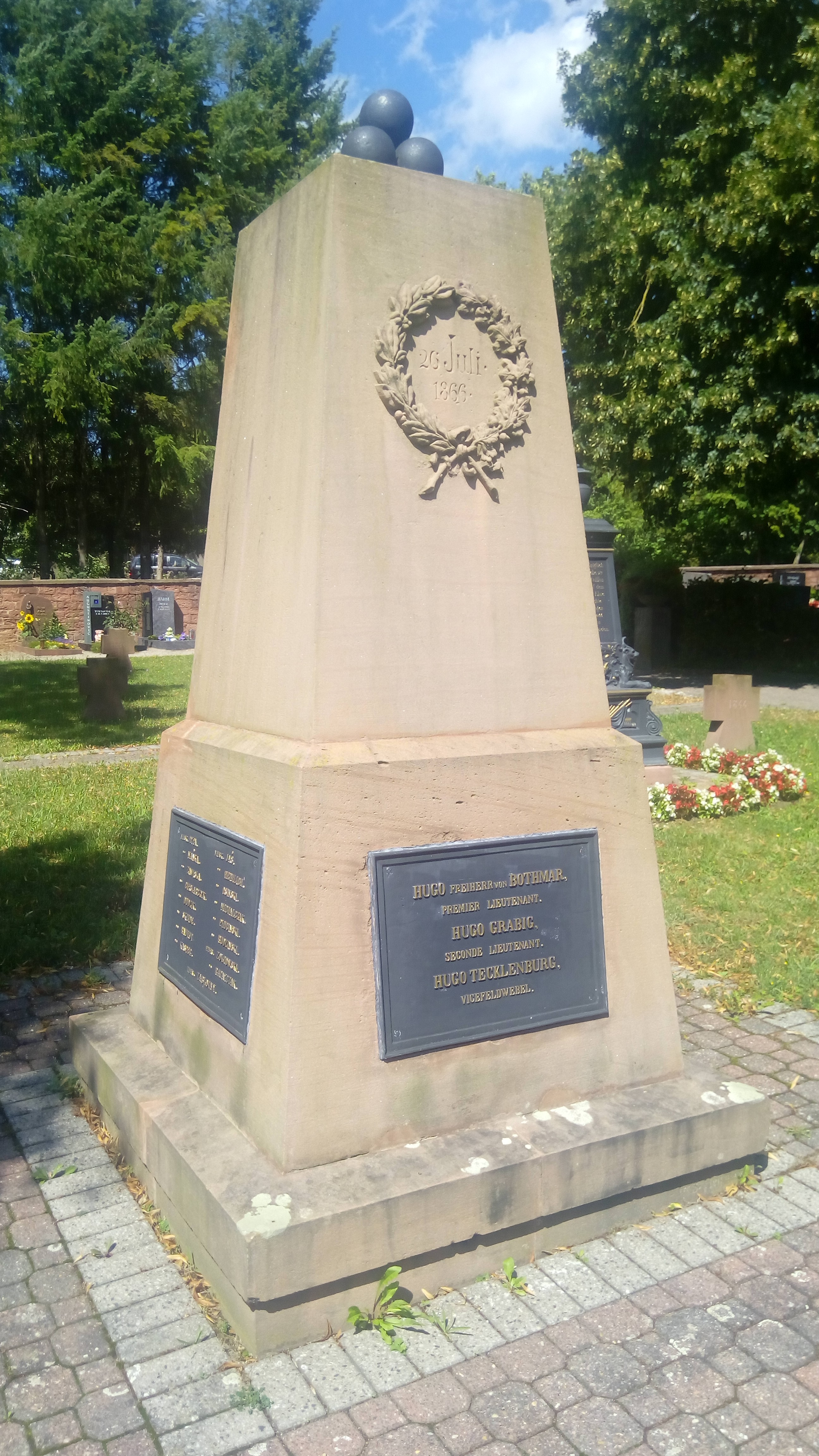
Memorial por los soldados caídos del 4º Regimiento de Infantería de Posen No. 59 en el cementerio de Uettingen

Para los soldados caídos de los regimientos 4, 7 y 10 de infantería bávaros se erigió un monumento con forma de cruz en Vogelsberg, al sur de Rossbrunn.

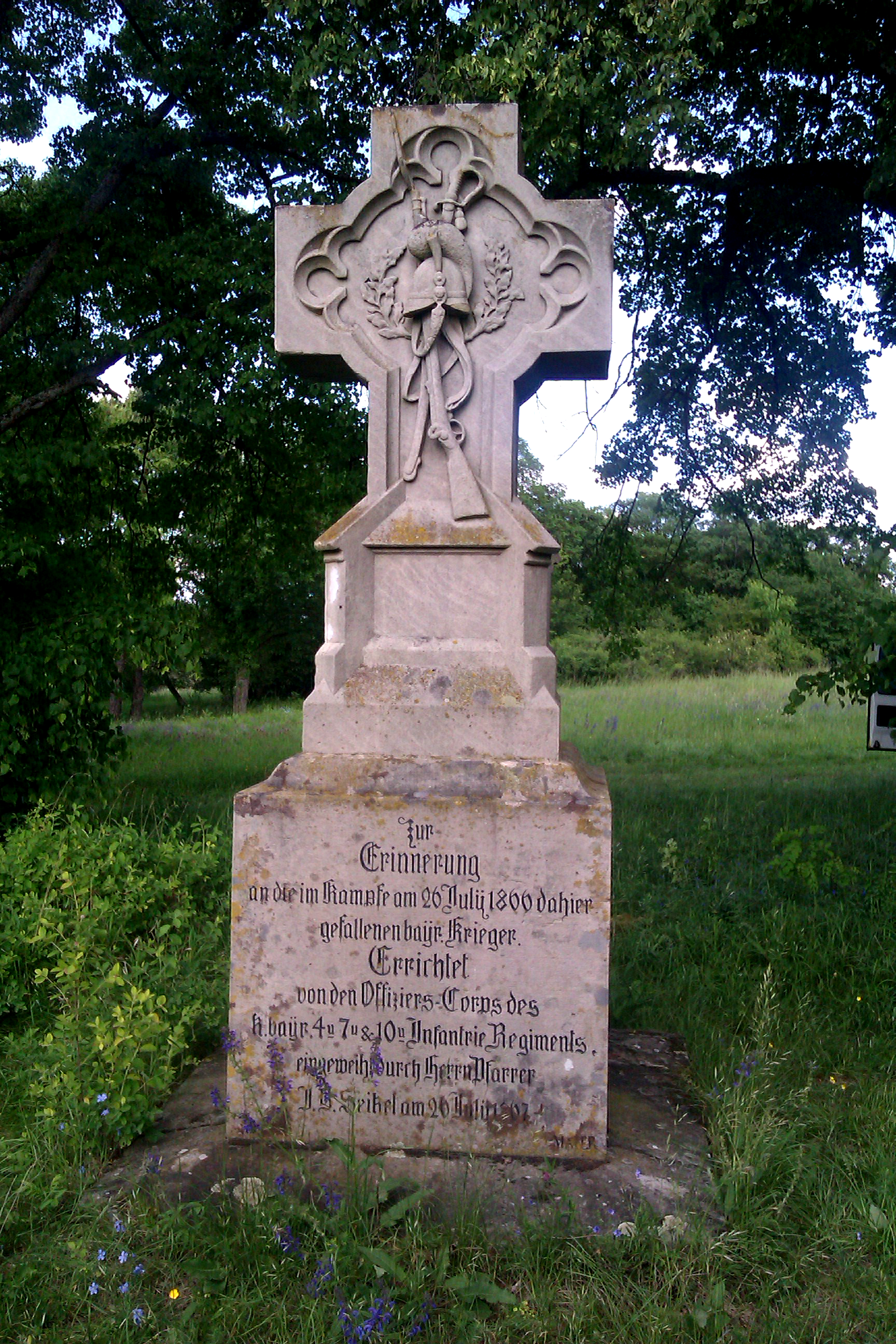
Memorial por los soldados caídos de los regimientos de infantería bávaros 4, 7 y 10 en Vogelsberg, cerca de Rossbrunn